# Asael Lubotzky
Asael Lubotzky, in ebraico עשהאל לובוצקי (Gerusalemme, 21 gennaio 1983), è un medico, scrittore, ex militare e biologo israeliano autore di due romanzi autobiografici.

## Biografia
Asael Lubotzky è nato a Gerusalemme e cresciuto nella vicina Efrat, in Cisgiordania. Crescendo ha frequentato la Hesder yeshiva a Ma’ale Adumim e si è quindi arruolato nell'esercito nella Brigata Golani. Dopo aver completato il corso da ufficiale, Lubotzky è diventato comandante del suo plotone comandandolo durante operazioni a Gaza e durante la seconda guerra in Libano. In quella guerra il suo plotone ha partecipato a molte battaglie nelle quali molti dei suoi commilitoni sono morti o feriti. Lui stesso è stato ferito gravemente nella battaglia di Bent Jbail, perdendo una gamba.
Dopo la sua lunga e dura riabilitazione, Asael Lubotzky ha iniziato a studiare medicina all'Università Ebraica di Gerusalemme, specializzandosi in pediatria. Lavora presso l'ospedale Shaare Zedek di Gerusalemme.
Il suo primo libro From the Wilderness and Lebanon, pubblicato nel 2008, è diventato un best seller ed è stato tradotto in inglese. Il libro parla delle sue esperienze della guerra in Libano e della sua riabilitazione.
Nel 2017 ha pubblicato un secondo libro intitolato in inglese Not My Last Journey che parla della vita di suo nonno, Iser Lubotzky, prima partigiano e poi ufficiale nella organizzazione paramilitare Irgun in Palestina.
Il dott. Lubotzky ha vinto il Premio Leitersdorf per le arti nel 2017 e il Premio James Sivartsen per la ricerca sul cancro nel 2019. Lezioni di Lubotzky su vari argomenti in Israele e all'estero.

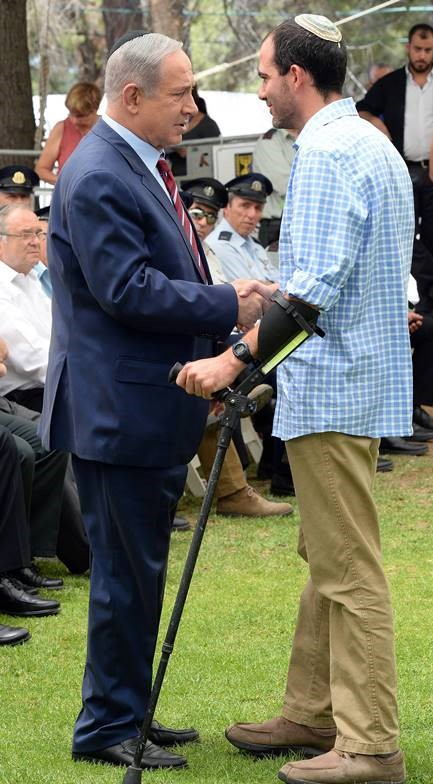
Lubotzky con il primo ministro israeliano Netanyahu

## Opere
- From the Wilderness and Lebanon, Yediot Sfarim, 2008.
- Not My Last Journey, Yediot Sfarim, 2017.

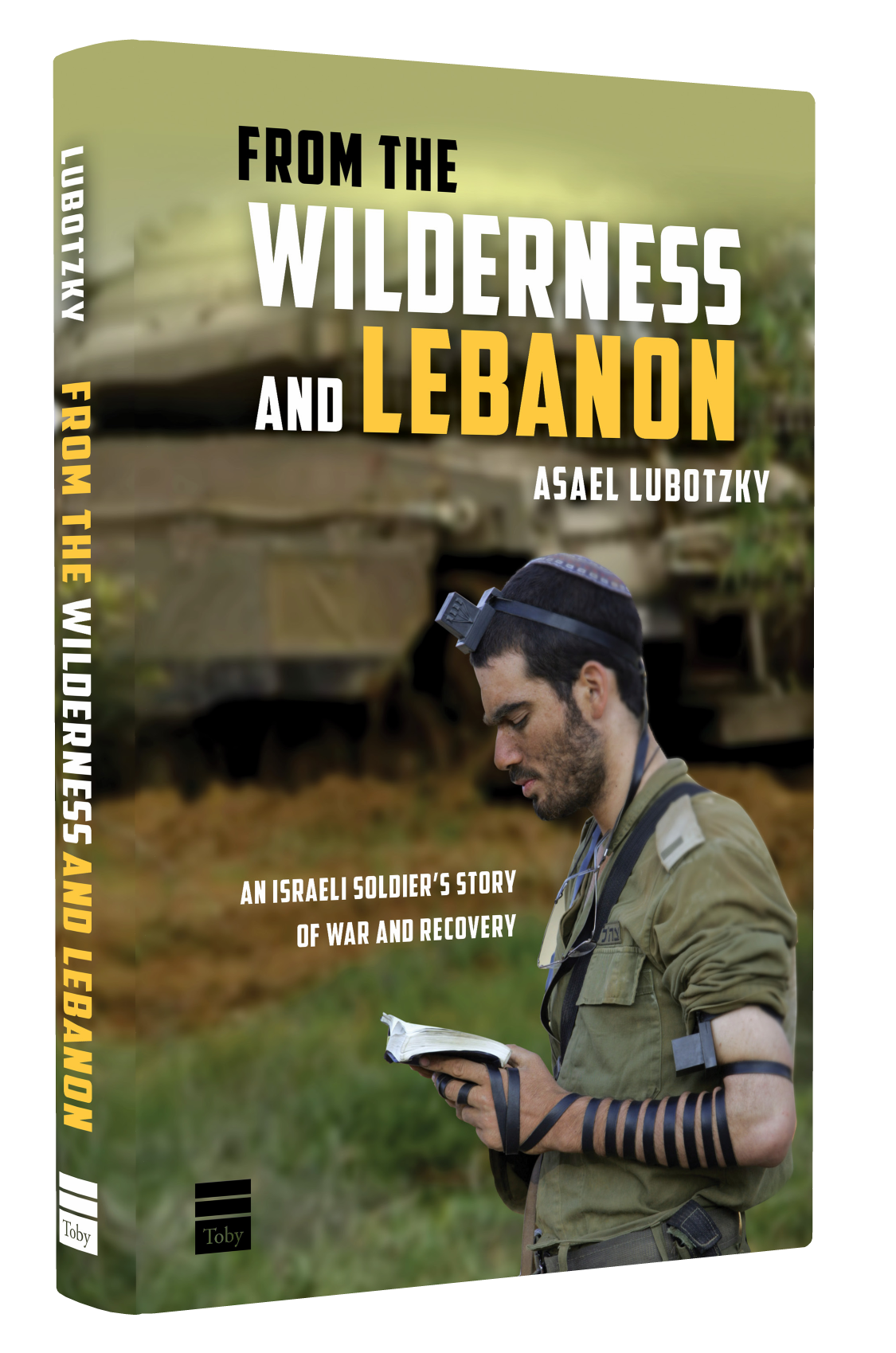
Copertina del libro di From the Wilderness and Lebanon